# 张林法
张林法（？年－1953年9月），九宫道首领，中华人民共和国时期称帝者，1951年至1953年期间在浙江省绍兴县称帝。

## 事件
1951年8月，张林法、杨福寿、朱双福等人，策划应变，并以原后天道为基础新建“木家道”，又称“普济慈善长寿道”，即九宫道新组织。道首张林法自称“向阳新主”（皇帝）。举办“封典”为发展组织的主要方式。 “幕兵”及“府台”以上的道首，均由张林法、杨福寿封点。为欺骗参加暴动人员，张林法及其党羽制作了一个由弥勒佛降世的皇帝，还制作了皇帝龙袍、皇印、朝廷的旗帜（包括皇旗、帅旗），任命了丞相、国师、尚书、总兵等官职，图谋成立封建王朝，并与苏州、上海、杭州等地道首联系，准备在1951年国庆节前夕的农历八月十五日组织暴动。由于行动暴露，这次拟定的暴动，很快被平息。1951至1952年，后天道在绍兴3次组织暴动。1953年9月，张林法、杨福寿被处决。